# Gränslots
Gränslots är en svensk dramafilm från 1990 i regi av Lars-Göran Pettersson.

## Handling
Filmen handlar om familjen Eriksson som under andra världskriget hjälper sina vänner, släktingar och flyktingar på andra sidan norska gränsen.

## Om filmen
Filmen premiärvisades på bio 9 september 1990. Den klipptes om till TV-serie och visades på TV2 under 1993. Filmen är Lars-Göran Petterssons debut som biofilmregissör. 

## Rollista i urval
- Line Storesund - Tove
- Anton Hjärtmyr - Sigge
- Göran Engman - Henry, Sigges far
- Sigrid Huun - Torunn, Sigges mor
- Bo Lindström - Sigges farfar
- Bjørn Sundquist - Ragnar, Toves far
- Helge Jordal - norske polisen
- Bo Montelius - Åkerberg, landsfiskalen
- Gerhard Hoberstrofer - skogvaktarbiträdet
- Kicki Rundgren - hembiträdet